# Johann Heinrich Rolle
Johann Heinrich Rolle (ur. 23 grudnia 1716 w Quedlinburgu, zm. 29 grudnia 1785 w Magdeburgu) – niemiecki kompozytor, skrzypek i organista.

## Życiorys
Był synem kantora i kompozytora Christiana Friedricha Rollego (1681–1751). Muzyki uczył się u ojca, w latach 1732–1736 pełnił funkcję organisty w kościele św. Piotra w Magdeburgu. W 1737 roku wyjechał do Lipska, gdzie przypuszczalnie studiował prawo i filozofię. Od 1741 do 1747 roku pełnił funkcję początkowo skrzypka, a następnie wiolisty w kapeli nadwornej Fryderyka II Wielkiego w Berlinie. Nawiązał tam znajomość z Franzem i Georgiem Antonem Bendą, Johannem Gottliebem i Carlem Heinrichem Graunem, Johannem Joachimem Quantzem i C.P.E. Bachem. Po powrocie do Magdeburga został organistą w kościele św. Jana, od śmierci ojca w 1751 roku do końca swojego życia pełnił też funkcję jego kantora. Przyczynił się do rozwoju życia muzycznego w mieście, od 1764 roku brał udział w zebraniach Mittwochsgesellschaft, w którym zrodziła się idea organizacji jednych z pierwszych w Niemczech koncertów publicznych.
Był autorem cieszących się dużą popularnością oratoriów dramatycznych, które wydawane były także w wyciągach fortepianowych. Ponadto pisał m.in. utwory chóralne, muzykę kameralną, kompozycje na instrumenty klawiszowe, pieśni.